# Luca Denicolà
Luca Denicolà (Lostallo, 17 aprile 1981) è un ex calciatore svizzero, di ruolo difensore.

## Carriera

### Club
Dopo aver giocato con varie squadre di club, il 14 giugno 2010 si trasferisce al Vaduz dal Lugano.

### Nazionale
Ha partecipato agli Europei Under-21 del 2002.

## Palmarès

### Club

#### Competizioni nazionali
- Coppa del Liechtenstein: 1

Vaduz: 2010-2011